# William Dineen
Pour les articles homonymes, voir Dineen.
William Patrick Dineen, dit Bill Dineen (né le 18 septembre 1932 à Arvida dans la province canadienne de Québec et mort le 10 décembre 2016 à Lake George dans l’État de New York, aux États-Unis), est un joueur professionnel et ancien entraîneur de hockey sur glace.

## Biographie
Bill Dineen commença sa carrière en jouant pour les St. Michael's Majors de Toronto dans la Ligue de hockey de l'Ontario.
Il débuta en Ligue nationale de hockey en 1953 avec les Red Wings de Détroit pour lesquels il joua jusqu'en 1958 remportant au passage deux coupes Stanley en 1954 et 1955. En 1958, il rejoignit les Black Hawks de Chicago pour ce qui fut sa dernière saison en LNH.
Après 1958, Bill Dineen joignit les rangs de la Ligue américaine de hockey où il évolua successivement pour les équipes des Bisons de Buffalo, des Barons de Cleveland, des Americans de Rochester et des As de Québec. Il termina sa carrière de joueur dans la WHL avec les Totems de Seattle puis les Spurs de Denver.
Petite particularité: au cours de sa carrière, il fut échangé à trois reprises en retour du même joueur : Bob Bailey.
Ses deux dernières saisons de joueur furent marquées par des débuts d'entraîneur, remplaçant en fin de chaque saison l'entraîneur en place. Lorsque Bill Dineen raccrocha les patins 1971, il poursuivit cette carrière en entraînant sa dernière équipe, les Spurs de Denver. Il rejoignit la saison suivante, les Aeros de Houston, de l'Association mondiale de hockey qu'il mena au titre en 1974 et 1975. Il passa sept années dans l'AMH, six années aux rênes des Spurs et une comme entraineur des Whalers de la Nouvelle-Angleterre. En 1983, il fut engagé par les Red Wings de l'Adirondack de la LAH. Deux de ses six saisons passées à la tête de l'équipe furent à nouveau couronnées de succès, remportant la coupe Calder en 1986 et 1989. Il fut honoré par la LAH en 1985 et 1986, remportant le titre de meilleur entraîneur de la saison (trophée Louis-A.-R.-Pieri). Il est d'ailleurs un des rares entraîneurs à avoir remporté ce trophée à deux reprises.
En 1991, Bill Dineen fut nommé entraîneur des Flyers de Philadelphie mais après deux saisons difficiles où la franchise ne se qualifia pas pour les séries éliminatoires, il fut limogé et mit un terme à sa carrière d'entraîneur.
Trois de ses fils, Gordon, Peter et Kevin ont également joué en LNH. Kevin fut entraîné par son père lors de ses deux saisons d'entraineurs des Flyers de Philadelphie.
Bill Dineen meurt le 10 décembre 2016 à Lake George aux États-Unis à l'âge de 84 ans.

## Statistiques

### Joueur
| Saison     | Équipe                   | Ligue      |     | Saison régulière | Saison régulière | Saison régulière | Saison régulière | Saison régulière |   | Séries éliminatoires | Séries éliminatoires | Séries éliminatoires | Séries éliminatoires | Séries éliminatoires |
| Saison     | Équipe                   | Ligue      | PJ  | B                | A                | Pts              | Pun              | PJ               | B | A                    | Pts                  | Pun                  |                      |                      |
| 1951-1952  | St. Michael's de Toronto | AHO        | 47  | 21               | 30               | 51               | 0                | -                | - | -                    | -                    | -                    |                      |                      |
| 1952-1953  | St. Michael's de Toronto | AHO        | 55  | 27               | 20               | 47               | 0                | -                | - | -                    | -                    | -                    |                      |                      |
| 1953-1954  | Red Wings de Détroit     | LNH        | 70  | 17               | 8                | 25               | 34               | 12               | 0 | 0                    | 0                    | 2                    |                      |                      |
| 1954-1955  | Red Wings de Détroit     | LNH        | 70  | 10               | 9                | 19               | 36               | 11               | 0 | 1                    | 1                    | 8                    |                      |                      |
| 1955-1956  | Red Wings de Détroit     | LNH        | 70  | 12               | 7                | 19               | 30               | 10               | 1 | 0                    | 1                    | 8                    |                      |                      |
| 1956-1957  | Red Wings de Détroit     | LNH        | 51  | 6                | 7                | 13               | 12               | 4                | 0 | 0                    | 0                    | 0                    |                      |                      |
| 1957-1958  | Red Wings de Détroit     | LNH        | 22  | 2                | 4                | 6                | 2                | -                | - | -                    | -                    | -                    |                      |                      |
| 1957-1958  | Black Hawks de Chicago   | LNH        | 41  | 4                | 9                | 13               | 8                | -                | - | -                    | -                    | -                    |                      |                      |
| 1958-1959  | Bisons de Buffalo        | LAH        | 49  | 8                | 19               | 27               | 17               | 11               | 3 | 5                    | 8                    | 10                   |                      |                      |
| 1959-1960  | Bisons de Buffalo        | LAH        | 5   | 0                | 1                | 1                | 2                | -                | - | -                    | -                    | -                    |                      |                      |
| 1959-1960  | Barons de Cleveland      | LAH        | 62  | 26               | 27               | 53               | 17               | 7                | 2 | 3                    | 5                    | 4                    |                      |                      |
| 1960-1961  | Barons de Cleveland      | LAH        | 72  | 28               | 31               | 59               | 24               | 4                | 0 | 3                    | 3                    | 0                    |                      |                      |
| 1961-1962  | Americans de Rochester   | LAH        | 70  | 19               | 19               | 38               | 20               | 2                | 0 | 0                    | 0                    | 2                    |                      |                      |
| 1962-1963  | As de Québec             | LAH        | 72  | 24               | 17               | 41               | 22               | -                | - | -                    | -                    | -                    |                      |                      |
| 1963-1964  | As de Québec             | LAH        | 61  | 27               | 25               | 52               | 26               | 9                | 3 | 3                    | 6                    | 0                    |                      |                      |
| 1964-1965  | Totems de Seattle        | WHL        | 69  | 25               | 17               | 42               | 4                | 7                | 0 | 1                    | 1                    | 8                    |                      |                      |
| 1965-1966  | Totems de Seattle        | WHL        | 71  | 23               | 16               | 39               | 10               | -                | - | -                    | -                    | -                    |                      |                      |
| 1966-1967  | Totems de Seattle        | WHL        | 62  | 32               | 33               | 65               | 8                | 10               | 2 | 7                    | 9                    | 4                    |                      |                      |
| 1967-1968  | Totems de Seattle        | WHL        | 72  | 28               | 33               | 61               | 10               | 9                | 3 | 6                    | 9                    | 2                    |                      |                      |
| 1968-1969  | Totems de Seattle        | WHL        | 74  | 9                | 16               | 25               | 8                | 4                | 0 | 0                    | 0                    | 0                    |                      |                      |
| 1969-1970  | Seattle-Denver           | WHL        | 51  | 10               | 8                | 18               | 4                | -                | - | -                    | -                    | -                    |                      |                      |
| 1970-1971  | Spurs de Denver          | WHL        | 16  | 5                | 6                | 11               | 4                | -                | - | -                    | -                    | -                    |                      |                      |
| Totaux WHL | Totaux WHL               | Totaux WHL | 415 | 132              | 129              | 261              | 48               | 30               | 5 | 14                   | 19                   | 14                   |                      |                      |
| Totaux LAH | Totaux LAH               | Totaux LAH | 391 | 132              | 139              | 271              | 128              | 33               | 8 | 14                   | 22                   | 24                   |                      |                      |
| Totaux LNH | Totaux LNH               | Totaux LNH | 324 | 51               | 44               | 95               | 122              | 37               | 1 | 1                    | 2                    | 18                   |                      |                      |

### Entraîneur
| Saison    | Équipe                            | Ligue |    | PJ | V  | D  | N | Pr     | % V                   |  | Séries éliminatoires |
| 1969-1970 | Spurs de Denver                   | WHL   | 17 | 7  | 7  | 3  | 0 | 50 %   |                       |  |                      |
| 1970-1971 | Spurs de Denver                   | WHL   | 12 | 2  | 5  | 5  | 0 | 37,5 % |                       |  |                      |
| 1971-1972 | Spurs de Denver                   | WHL   | 72 | 44 | 20 | 8  | 0 | 66,7 % |                       |  |                      |
| 1972-1973 | Aeros de Houston                  | AMH   | 78 | 39 | 35 | 4  | 0 | 52,6 % | Éliminés en 2e ronde  |  |                      |
| 1973-1974 | Aeros de Houston                  | AMH   | 78 | 48 | 25 | 5  | 0 | 64,7 % | Vainqueurs            |  |                      |
| 1974-1975 | Aeros de Houston                  | AMH   | 78 | 53 | 25 | 0  | 0 | 67,9 % | Vainqueurs            |  |                      |
| 1975-1976 | Aeros de Houston                  | AMH   | 80 | 53 | 27 | 0  | 0 | 66,2 % | Finalistes            |  |                      |
| 1976-1977 | Aeros de Houston                  | AMH   | 80 | 50 | 24 | 6  | 0 | 66,2 % | Éliminés en 2e ronde  |  |                      |
| 1977-1978 | Aeros de Houston                  | AMH   | 80 | 42 | 34 | 4  | 0 | 55,0 % | Éliminés en 1re ronde |  |                      |
| 1978-1979 | Whalers de la Nouvelle-Angleterre | AMH   | 80 | 37 | 34 | 9  | 0 | 51,9 % | Éliminés en 2e ronde  |  |                      |
| 1983-1984 | Red Wings de l'Adirondack         | LAH   | 80 | 37 | 29 | 14 | 0 | 55,0 % | Éliminés en 1re ronde |  |                      |
| 1984-1985 | Red Wings de l'Adirondack         | LAH   | 80 | 35 | 37 | 8  | 0 | 48,7 % | Non qualifiés         |  |                      |
| 1985-1986 | Red Wings de l'Adirondack         | LAH   | 80 | 41 | 31 | 8  | 0 | 56,2 % | Vainqueurs            |  |                      |
| 1986-1987 | Red Wings de l'Adirondack         | LAH   | 80 | 44 | 31 | 0  | 5 | 58,1 % | Éliminés en 2e ronde  |  |                      |
| 1987-1988 | Red Wings de l'Adirondack         | LAH   | 80 | 42 | 23 | 11 | 4 | 61,9 % | Éliminés en 2e ronde  |  |                      |
| 1988-1989 | Red Wings de l'Adirondack         | LAH   | 80 | 47 | 27 | 6  | 0 | 62,5 % | Vainqueurs            |  |                      |
| 1991-1992 | Flyers de Philadelphie            | LNH   | 56 | 24 | 23 | 9  | 0 | 50,9 % | Non qualifiés         |  |                      |
| 1992-1993 | Flyers de Philadelphie            | LNH   | 84 | 36 | 37 | 11 | 0 | 49,4 % | Non qualifiés         |  |                      |